# マグヌス・ハーラルソン
マグヌス・ハーラルソン（ノルウェー語：Magnus Haraldsson, 古ノルド語：Magnús Haraldsson, 1135年ごろ - 1145年ごろ）は、ノルウェー王（他の兄弟3人と共治、在位：1142年 - 1145年）。ノルウェー王ハーラル4世と愛妾との間に生まれた庶子。

## 生涯
マグヌスは父ハーラルがノルウェーに到着した1130年より後に生まれた。スンホルダランのストゥーレで族長のキルピンガ＝オルムに育てられた。父ハーラルが死去した後、兄弟のシグル2世やインゲ1世と共にマグヌスが王として迎えられた様子はない。マグヌスが最初にサガに現れるのは1142年のことで、父ハーラルの長男エイステイン2世がスコットランドからやってきて、マグヌスと共にノルウェー王位についた。スカルドのエイナル・スクラソンの詩には、4人全員が共にノルウェー王として挙げられている。戦士として功績をたたえられた他の3人の兄弟とは対照的に、マグヌスは「人々との間に和平を築く」とされている。サガによると、マグヌスは足が悪く、病にかかり若くして死去した、という。通常、マグヌスは歴代のノルウェー王として挙げられていないが、一部の歴代王の一覧には記されている。